# ハッセルブラッド財団

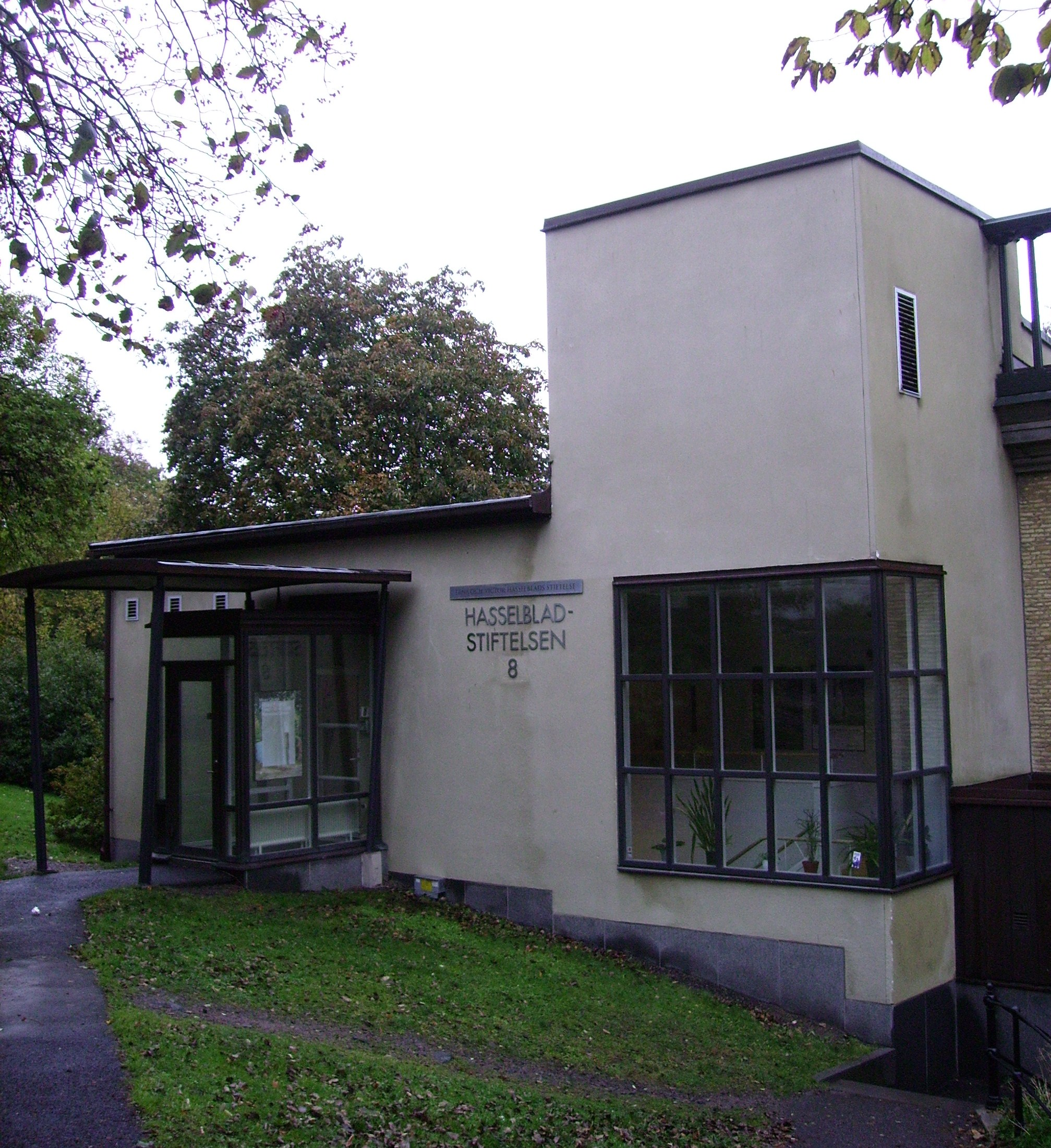
ハッセルブラッド財団 (2006年8月)

エルナ&ヴィクトル・ハッセルブラッド財団 （エルナ・アンド・ヴィクトル・ハッセルブラッドざいだん、瑞：Erna och Victor Hasselblads stiftelse、英：Erna and Victor Hasselblad Foundation ）は、スウェーデンの財団。略してハッセルブラッド財団ともいう。自然科学分野と写真分野における研究・高等教育の発展を目的としている。

## 概要
ハッセルブラッド財団は、世界的なカメラメーカー「ハッセルブラッド」の経営者であったヴィクトル・ハッセルブラッドとその妻エルナ・ハッセルブラッドの遺言状に基づき、1979年に設立された。自然科学分野と写真分野における研究活動の推進と高等教育の振興を目的としており、各種の助成金・給付金事業に取り組んでいるほか、「写真界のノーベル賞」ともいわれるハッセルブラッド国際写真賞の運営にも携わっている。1989年には、展示施設としてイェーテボリ美術館内にハッセルブラッド・センター（Hasselblad Center）を開設、さらに1999年には、多数の写真関連資料を所蔵する図書館を開設した。図書館は、写真に関心があれば誰でも利用可能だが、資料の貸出は行っていない。